# Tu Rockcito
Tu Rockcito es una agrupación colombiana de rock y canción infantil creada por la cantante, compositora y docente Paula Ríos. Tras lograr una nominación a los Premios Grammy Latinos en 2015 con su álbum De la cuna a la jungla en la categoría de mejor álbum de música latina para niños, en 2021 se llevaron el galardón en dicha categoría por su álbum Tu Rockcito filarmónico, grabado junto a la Orquesta Filarmónica de Medellín.

## Biografía
Tu Rockcito nació gracias a una iniciativa de Paula Ríos, cantante y docente nacida en la ciudad de Medellín. En 2007 lanzó su primer trabajo discográfico como solista, titulado La reina del dolor. Acto seguido se trasladó a la ciudad de Bogotá, donde conoció al músico Daniel Cadena y formó la agrupación en 2010.
Rockcitis aguda, primer álbum de estudio, fue publicado en 2013. Su siguiente producción, titulada De la cuna a la jungla, salió a la venta dos años después, y logró una nominación a los Premios Grammy Latinos el mismo año en la categoría de mejor álbum de música latina para niños. Tras publicar los discos Rockcitis aguda en vivo y Somos ruidosos, ambos en 2017, la agrupación ganó su primer Grammy Latino en dicha categoría en 2021 por el álbum Tu Rockcito filarmónico, grabado en vivo en 2020 con la colaboración con la Orquesta Filarmónica de Medellín.

## Miembros
- Paula Ríos - voz
- Leonardo Aranguren - guitarra
- Daniel Cadena - guitarra y bajo
- Felipe Gutiérrez - guitarra
- Ángela Alonso - percusión y coros
- Camilo Vera - bajo

## Discografía
- 2013 - Rockcitis aguda
- 2015 - De la cuna a la jungla
- 2017 - Rockcitis aguda en vivo
- 2017 - Somos ruidosos
- 2021 - Tú Rockcito filarmónico
- 2025 - Tiburockcito

## Premios y reconocimientos
| Año  | Evento                 | Categoría                               | Obra nominada           | Resultado | Ref.  |
| ---- | ---------------------- | --------------------------------------- | ----------------------- | --------- | ----- |
| 2015 | Premios Grammy Latinos | Mejor álbum de música latina para niños | De la cuna a la jungla  | Nominado  | [ 2 ] |
| 2021 | Premios Grammy Latinos | Mejor álbum de música latina para niños | Tu Rockcito filarmónico | Ganador   | [ 3 ] |